# Блэкман, Синди
Синди Блэкман (англ. Cindy Blackman; 18 ноября 1959, Йеллоу-Спрингс, Огайо) — американская джаз- и рок-барабанщица. Блэкман известна по записям и турне с Ленни Кравицем.
Записала несколько джазовых альбомов самостоятельно, а также выступала с известными джаз и рок-исполнителями, среди которых Фэроу Сандерс, Рон Картер, Сэм Риверс, Кассандра Уилсон, Ангела Бофилл, Buckethead, Билл Ласвелл и Джо Хендерсон. Как барабанщик наибольшее влияние на неё оказал Тони Уильямс. В 1997 году она записала учебное видео по игре на ударных.
Замужем за Карлосом Сантаной с 19 декабря 2010 года.

Для меня джаз является высшей формой музыки, которую можно играть для удовлетворения творческих потребностей.
Оригинальный текст (англ.)To me, jazz is the highest form of music that you can play because of the creative requirements
— Интервью Синди